# Competizioni UEFA per club

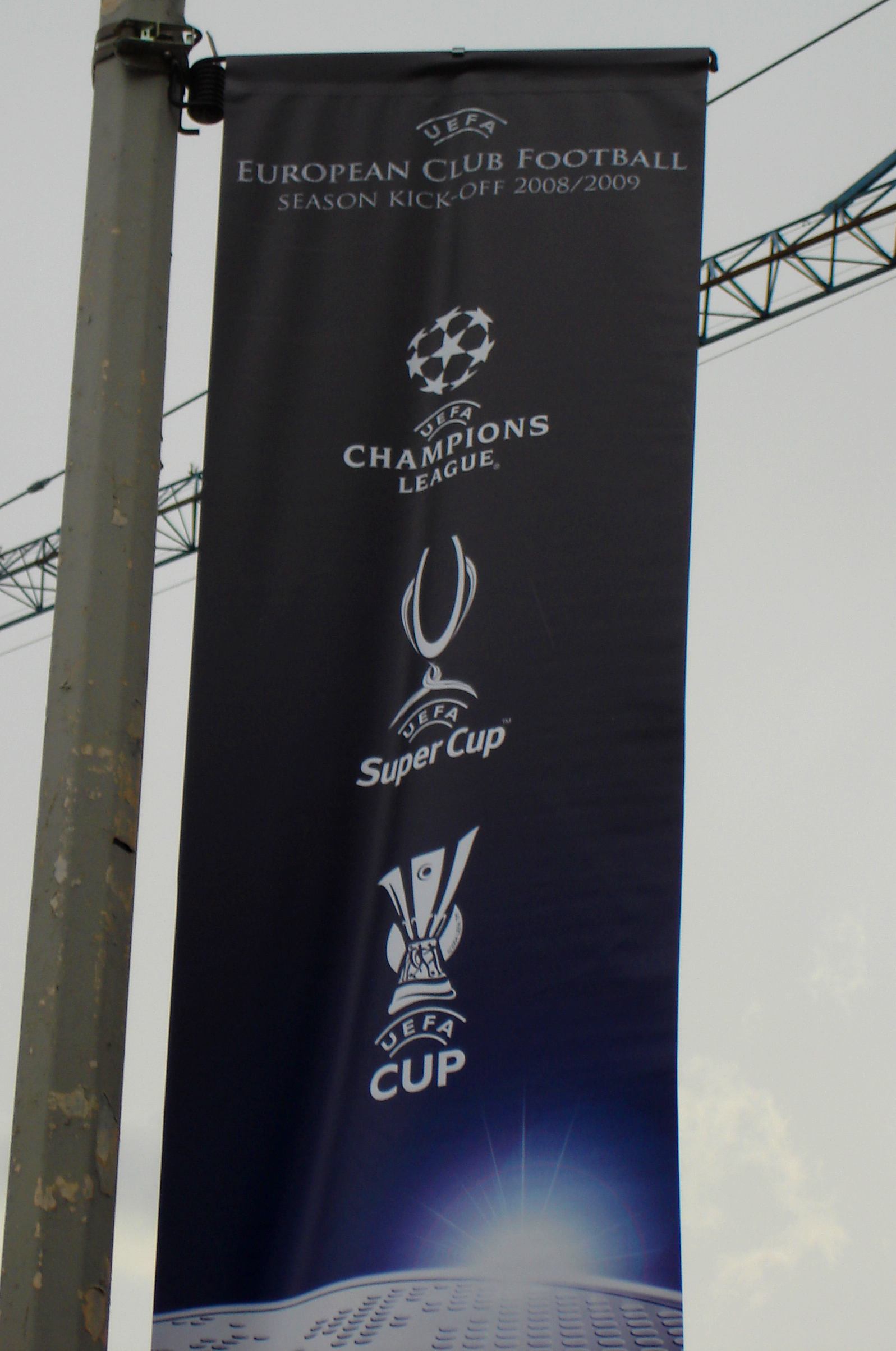
Banner pubblicitario che mostra i loghi della Champions League, della Supercoppa e della Coppa UEFA a Monaco (2008).

Con il termine di competizioni UEFA per club (in francese competitions inter-clubs de l'UEFA) ci si riferisce, in ambito calcistico, alle coppe internazionali per club organizzate dall'Union of European Football Associations (UEFA). Introdotto nel 1971 per il calcio maschile e ulteriormente esteso a quello femminile e al calcio a 5, vengono talvolta anche definite impropriamente coppe europee, dato che l'UEFA attualmente è l'organo amministrativo, organizzativo e di controllo del calcio in Europa.

## Storia
Prima della creazione delle competizioni UEFA erano stati ideati in Europa trofei internazionali di primo piano quali la Coppa Mitropa, e la Coppa Latina.
Di fronte all'immobilismo se non all'ostilità delle istituzioni ufficiali, fu un giornale francese, L'Équipe di Gabriel Hanot, a proporre nel 1954 l'organizzazione di un campionato continentale per club. Impaurita dalla possibilità che, dal favorevole impatto con cui l'idea era stata accolta dai dirigenti delle grandi società, potesse sorgere un torneo privato sottratto alla sua gestione, la FIFA cambiò posizione ed impose all'UEFA di occuparsi del progetto. Nacque così nel 1955 la Coppa dei Campioni, la prima competizione per club aperta all'intero continente e la cui durata fosse pari a quella dei campionati nazionali, creando una stagione europea parallela a quella interna. Sempre nello stesso periodo, partendo anzi proprio dalle primitive resistenze al suddetto progetto, ne nacque un secondo in cui a confrontarsi non dovevano essere i club, bensì le città d'Europa: dopo un periodo di assestamento, la Coppa delle Fiere, competizione non gestita dall'UEFA, abbandonò questa idea iniziale, rivelatasi impraticabile, e si diede anch'essa un format per società. Nel frattempo nel 1960 il grande successo riscosso dalla Coppa dei Campioni, riservata ai campioni nazionali, fece ideare una manifestazione identica ma composta dai vincitori delle coppe nazionali: la UEFA entrò quasi subito nel progetto e nacque la Coppa delle Coppe. Nel 1971 la Coppa delle Fiere fu soppressa e rimpiazzata dalla Coppa UEFA, manifestazione confederale che si affiancò alla Coppa dei Campioni e alla Coppa delle Coppe, tutte e tre gestite dall'anno seguente da un unico comitato, definito «delle competizioni UEFA», motivo per cui nel continente esse risultarono note come le «tre coppe europee». Da allora, ogni club qualificato alle competizioni confederali riceve una targa che certifica la sua partecipazione nel corrispondente torneo quale partner.
A latere di queste tre coppe vere e proprie (statisticamente enumerate come C1, C2 e C3 seguendo l'ordine cronologico di esse), nel 1973 la UEFA si assunse l'organizzazione della Supercoppa europea disputata fra i campioni d'Europa e i vincitori della Coppa delle Coppe; trofeo di gala, venne accostato alle tre coppe europee senza diventarne la quarta, a causa della sua natura di evento annuale e non stagionale.
La struttura delle coppe europee subì una profonda ristrutturazione negli anni novanta sotto la spinta delle televisioni e degli sponsor. La Coppa dei Campioni, dal 1992 ribattezzata UEFA Champions League e rinnovata con una fase a gruppi, aumentò ancor di più la sua centralità nel sistema delle competizioni UEFA. Nel 1997 alle otto più importanti federazioni venne concessa una seconda rappresentante in Coppa dei Campioni, mentre la Supercoppa diventò un galà in gara singola a Monte Carlo; un tentativo di riforma della Coppa delle Coppe sul modello della sorella maggiore invece naufragò, destinando la competizione al declino. Ma la grande rivoluzione avvenne nel 1999: sotto la minaccia di una nascente Superlega già presentata da un consorzio televisivo privato, la UEFA fu costretta in tutta fretta, ed a stagione in corso, a porre fine al classico schema delle sue coppe, in loco del quale la Champions League fu ampliata fino a quattro rappresentanti per le tre migliori federazioni, la Coppa delle Coppe fu abolita e la Coppa UEFA conseguentemente marginalizzata. Chiudeva il nuovo modello delle coppe europee la Coppa Intertoto, manifestazione estiva che poneva in palio ai vincitori delle finali la qualificazione in Coppa UEFA, variati, nel corso della sua breve storia, da due (edizione inaugurale), tre (dalla seconda edizione), fino ad undici (delle ultime tre edizioni, dal 2006 al 2008). Dalla stagione 2021-2022 è partita la nuova terza competizione UEFA per club stagionale, la UEFA Conference League, ritornando ad una situazione simile a quella in essere fino alla stagione 1998-1999, quando la Coppa delle Coppe venne abolita, con i format delle tre competizioni stagionali basati su un modello simile (preliminari estivi, fasi a girone unico da settembre a dicembre/gennaio, fasi ad eliminazione diretta da febbraio in poi).

## Composizione

### Attuale
Champions League
Nota fino al 1991-1992 come Coppa dei Campioni, era riservata ai  soli campioni nazionali delle federazioni affiliate fino all'edizione 1996-1997. Dall'edizione 1997-1998 sono ammesse anche le seconde classificate dei principali campionati europei, mentre dall'edizione 1999-2000 sono ammesse le prime classificate dei campionati nazionali, fino ad un massimo di quattro club per i paesi ai primi quattro posti nella classifica del coefficiente UEFA. Dal 2024-2025, col cambio del formato, è possibile avere un quinto club per la federazione più alta nel ranking.
Europa League
Organizzata dall'UEFA dal 1971 e nota fino al 2008-2009 come Coppa UEFA, è riservata alle squadre classificatesi, nei rispettivi campionati nazionali, immediatamente dopo la squadra o le squadre che hanno diritto a partecipare alla Coppa dei Campioni/Champions League; ad esse si aggiungono le squadre eliminate nei turni di qualificazione della Champions, mentre le terze classificate nella fase a gironi della competizione maggiore venivano ripescate fino alla stagione 2023-24.
Conference League
Introdotta a partire dal 2021-2022 come UEFA Europa Conference League e diventata UEFA Conference League dal 2024-2025, la competizione è disputata dalle squadre classificatesi immediatamente dopo la squadra o le squadre che hanno il diritto di partecipare all'Europa League (per le migliori 15 federazioni del coefficiente UEFA) o alla Champions League (per le restanti federazioni); ad esse si aggiungono le squadre eliminate nei primi turni di qualificazione della Champions League, quelle eliminate nei turni di qualificazione dell'Europa League, mentre le terze classificate della fase a gironi dell'Europa League venivano ripescate fino alla stagione 2023-24.
Supercoppa UEFA
Organizzata dall'UEFA dal 1973 e disputata fino al 1999 tra i vincitori della Coppa dei Campioni/Champions League e la Coppa delle Coppe, a partire dal 2000, dopo la soppressione della Coppa delle Coppe, si disputa tra i vincitori della Champions League e della Coppa UEFA/Europa League.

### Trofei scomparsi
Coppa delle Coppe
Tenutasi fino alla stagione 1998-1999, vi si qualificavano le vincitrici delle varie coppe nazionali. Dopo l'abolizione di tale coppa, le squadre vincitrici della Coppa nazionale si qualificano alla Coppa UEFA/Europa League.
Coppa Intercontinentale
Svoltasi fino al 2004 e denominata ufficialmente Coppa Europa-Sudamerica, era organizzata dall'UEFA e dalla CONMEBOL. In gara di andata e ritorno all'inizio, poi singola, si affrontavano per l'assegnazione del trofeo i campioni d'Europa (vincitori della Coppa dei Campioni/Champions League) e i campioni del Sud America (vincitori della Coppa Libertadores). Tale trofeo nel 2005 è stato sostituito dalla Coppa del mondo per club, organizzata dalla FIFA.
Coppa Intertoto
Disputatosi dal 1995 fino al 2008, era un torneo estivo destinato alle squadre classificatesi, nei rispettivi campionati nazionali, immediatamente dopo la squadra o le squadre che avevano diritto a partecipare alla Coppa UEFA. Era una competizione d'accesso alla Coppa UEFA. Fino al 2005 la Coppa laureava più vincitori, i quali accedevano alla Coppa UEFA. Dal 2006 al 2008 il trofeo non è stato assegnato a ogni squadra vincitrice ma solo a quella che ha compiuto il cammino più lungo in Coppa UEFA.

## Record, presenze e reti nelle diverse competizioni UEFA per club
- Vittoria delle tre coppe da parte di un'unica federazione

 Italia: stagione 1989-1990
 Milan in Coppa dei Campioni
 Sampdoria in Coppa delle Coppe
 Juventus in Coppa UEFA
- Vittorie consecutive

 Real Madrid: 5 stagioni
Tutti i successi avvennero in Coppa dei Campioni, fra il 1955-1956 e il 1959-1960
- Vittoria di una squadra peggio classificata nel proprio campionato

 Tottenham: Europa League 2024-2025
Diciassettesimo classificato nella Premier League 2024-2025
- Miglior vittoria

 Sporting Lisbona: Coppa delle Coppe 1963-1964, andata ottavi di finale
16 - 1 all'Apoel Nicosia
- Migliori vittorie aggregate

 Chelsea: Coppa delle Coppe 1971-1972, sedicesimi di finale
21 reti a 0 alla Jeunesse Hautcharage
 Feyenoord: Coppa UEFA 1972-1973, trentaduesimi di finale
21 reti a 0 al Rumelange
- Miglior rimonta casalinga

 Barcellona: UEFA Champions League 2016-2017, ottavi di finale
6 - 1 al Paris Saint-Germain dopo sconfitta esterna per 0 - 4
- Miglior rimonta esterna

 Metz: Coppa delle Coppe 1984-1985, sedicesimi di finale
4 - 1 al Barcellona al Camp Nou dopo sconfitta interna per 2 - 4
- Partite vinte consecutivamente

In assoluto
 Atlético Madrid: 16 partite
Serie aperta il 3 novembre 2011, 4 - 0 contro l'Udinese in Europa League
Serie chiusa l'8 novembre 2012, 0 - 2 in casa dell'Académica in Europa League
Champions League
 Bayern Monaco: 15 partite
Serie aperta il 18 settembre 2019, 3 - 0 contro la Stella Rossa
Serie chiusa il 1º dicembre 2020, 1 - 1 in casa dell'Atlético Madrid
- Imbattibilità

Assoluta
 Espanyol: 26 partite
Serie aperta il 14 settembre 2006, 2 - 2 in casa dell'Artmedia Bratislava in Coppa UEFA
Serie chiusa il 12 dicembre 2019, 0 - 1 contro il CSKA Mosca in Europa League
 Manchester City: 26 partite
Serie aperta il 6 settembre 2022, 4 - 0 in casa del Siviglia in Champions League
Serie chiusa il 5 novembre 2024, 1 - 4 in casa dello Sporting Lisbona in Champions League
Champions League
 Manchester City: 26 partite
Serie aperta il 6 settembre 2022, 4 - 0 in casa del Siviglia
Serie chiusa il 5 novembre 2024, 1 - 4 in casa dello Sporting Lisbona
- Imbattibilità casalinga

 Manchester Utd: 56 partite
Old Trafford espugnato per la prima volta assoluta il 30 ottobre 1996 in Coppa dei Campioni, 0 - 1 ad opera del Fenerbahçe
- Maggior numero di partite consecutive nelle competizioni

 Juventus: 54 partite dal 13 settembre 1994 al 21 aprile 1999
- Miglior risultato di una squadra di seconda divisione

 Cardiff City: semifinalista nella Coppa delle Coppe 1967-1968
 Atalanta: semifinalista nella Coppa delle Coppe 1987-1988
Fonte: www.rsssf.com

### Classifica marcatori nelle competizioni UEFA per club
Di seguito i calciatori che hanno realizzato almeno 50 gol nelle competizioni UEFA per club.
- Legenda:
  - UCL = UEFA Champions League (già Coppa dei Campioni)
  - CdC = Coppa delle Coppe UEFA
  - UEL = UEFA Europa League (già Coppa UEFA)
  - UECL = UEFA Conference League
  - SU = Supercoppa UEFA
  - Int = Coppa Intertoto UEFA
  - CInt = Coppa Intercontinentale

Dati aggiornati 29 gennaio 2025. In grassetto sono indicati i giocatori ancora in attività in squadre europee (sono incluse le partite dei turni preliminari).
| Pos. | Calciatore                | Totale | Totale | UCL | UCL   | CdC | CdC   | UEL | UEL   | UECL | UECL  | SU  | SU    | Int | Int   | CInt | CInt  |
| Pos. | Calciatore                | Gol    | Pres.  | Gol | Pres. | Gol | Pres. | Gol | Pres. | Gol  | Pres. | Gol | Pres. | Gol | Pres. | Gol  | Pres. |
| ---- | ------------------------- | ------ | ------ | --- | ----- | --- | ----- | --- | ----- | ---- | ----- | --- | ----- | --- | ----- | ---- | ----- |
| 1    | Cristiano Ronaldo         | 145    | 197    | 141 | 187   | -   | -     | 2   | 8     | -    | -     | 2   | 2     | -   | -     | -    | -     |
| 2    | Lionel Messi              | 132    | 167    | 129 | 163   | -   | -     | -   | -     | -    | -     | 3   | 4     | -   | -     | -    | -     |
| 3    | Robert Lewandowski        | 111    | 154    | 103 | 127   | -   | -     | 8   | 26    | -    | -     | 0   | 1     | -   | -     | -    | -     |
| 4    | Karim Benzema             | 92     | 157    | 90  | 152   | -   | -     | -   | -     | -    | -     | 2   | 5     | -   | -     | -    | -     |
| 5    | Raúl                      | 77     | 161    | 71  | 144   | -   | -     | 4   | 11    | -    | -     | 1   | 3     | -   | -     | 1    | 3     |
| 6    | Filippo Inzaghi           | 70     | 115    | 50  | 85    | 2   | 6     | 10  | 17    | -    | -     | 1   | 2     | 7   | 4     | 0    | 1     |
| 7    | Andrij Ševčenko           | 67     | 143    | 59  | 116   | -   | -     | 7   | 25    | -    | -     | 1   | 1     | -   | -     | 0    | 1     |
| 8    | Sergio Agüero             | 63     | 109    | 47  | 83    | -   | -     | 15  | 24    | -    | -     | 1   | 1     | 0   | 1     | -    | -     |
| 8    | Edin Džeko                | 63     | 148    | 33  | 82    | -   | -     | 26  | 54    | 4    | 10    | -   | -     | 0   | 2     | -    | -     |
| 10   | Gerd Müller               | 62     | 71     | 34  | 35    | 20  | 25    | 4   | 6     | -    | -     | 3   | 3     | -   | -     | 1    | 2     |
| 10   | Ruud van Nistelrooij      | 62     | 92     | 60  | 81    | -   | -     | 2   | 7     | -    | -     | -   | -     | 0   | 4     | -    | -     |
| 12   | Mohamed Salah             | 61     | 134    | 51  | 96    | -   | -     | 10  | 37    | -    | -     | 0   | 1     | -   | -     | -    |       |
| 13   | Henrik Larsson            | 60     | 108    | 11  | 39    | 9   | 13    | 40  | 56    | -    | -     | -   | -     | -   | -     | -    | -     |
| 14   | Harry Kane                | 59     | 95     | 35  | 51    | -   | -     | 18  | 39    | 6    | 5     | -   | -     | -   | -     | -    |       |
| 14   | Thierry Henry             | 59     | 140    | 51  | 115   | -   | -     | 8   | 23    | -    | -     | 0   | 1     | 0   | 1     | -    | -     |
| 16   | Zlatan Ibrahimović        | 57     | 150    | 49  | 128   | -   | -     | 8   | 21    | -    | -     | 0   | 1     | -   | -     | -    | -     |
| 17   | Pierre-Emerick Aubameyang | 56     | 107    | 19  | 39    | -   | 37    | 68  | -     | -    | -     | -   | -     | -   | -     | -    |       |
| 18   | Eusébio                   | 55     | 75     | 46  | 65    | 7   | 7     | -   | -     | -    | -     | -   | -     | -   | -     | 2    | 3     |
| 18   | Edinson Cavani            | 55     | 94     | 35  | 70    | -   | -     | 20  | 24    | -    | -     | -   | -     | -   | -     | -    | -     |
| 18   | Klaas-Jan Huntelaar       | 55     | 111    | 21  | 57    | -   | -     | 34  | 54    | -    | -     | -   | -     | -   | -     | -    | -     |
| 18   | Thomas Müller             | 55     | 161    | 55  | 159   | -   | -     | -   | -     | -    | -     | 0   | 2     | -   | -     | -    | -     |
| 22   | Alessandro Del Piero      | 54     | 130    | 44  | 92    | -   | -     | 6   | 32    | -    | -     | 2   | 2     | 1   | 3     | 1    | 1     |
| 23   | Kylian Mbappé             | 52     | 81     | 51  | 79    | -   | -     | 0   | 1     | -    | -     | 1   | 1     | -   | -     | -    | -     |
| 24   | Erling Haaland            | 51     | 54     | 47  | 47    | -   | -     | 4   | 6     | -    | -     | 0   | 1     | -   | -     | -    | -     |
| 25   | Alfredo Di Stéfano        | 50     | 60     | 49  | 58    | -   | -     | -   | -     | -    | -     | -   | -     | -   | -     | 1    | 2     |
| 25   | Didier Drogba             | 50     | 102    | 44  | 94    | -   | -     | 6   | 8     | -    | -     | -   | -     | -   | -     | -    | -     |
| 25   | Eran Zahavi               | 50     | 106    | 19  | 39    | -   | -     | 12  | 39    | 19   | 28    | -   | -     | -   | -     | -    | -     |